# Astyoché (fille de Phylas)
Pour les articles homonymes, voir Astyoché.
Dans  la mythologie grecque, Astyoché (en grec ancien (Ἀστυόχη / Astuóchê), fille de Phylas est la mère de Tlépolème, fruit de son amour avec le dieu Héraclès.

## Sources
- Homère, Iliade [détail des éditions] [lire en ligne], II, 657.